# José Gaos
José Gaos y González Pola (Ablaña-Mieres, 26 december 1900 – Mexico-Stad, 10 juni 1969) was een Spaans en Mexicaans filosoof.
Gaos studeerde filosofie aan de Universiteit van Madrid, en behaalde in 1928 een doctoraat in de filosofie. Hij werd beïnvloed door Edmund Husserl, Martin Heidegger en Nicolai Hartmann, en was leerling van José Ortega y Gasset en Manuel García Morente. Gaos werd docent filosofie en Duits aan meerdere universiteiten en werd in 1936 benoemd tot rector van de Universiteit van Madrid.
In 1931 had hij zich aangesloten bij de Spaanse Socialistische Arbeiderspartij (PSOE). In 1938, toen duidelijk werd dat de nationalisten de Spaanse Burgeroorlog zouden gaan winnen vluchtte hij naar Mexico. In 1941 werd Gaos genaturaliseerd tot Mexicaan, en werd hoogleraar aan de Nationale Autonome Universiteit van Mexico (UNAM).
- Biblioteca Nacional de España: XX943016
- Bibliothèque nationale de France: cb120328791 (data)
- Catàleg d'autoritats de noms i títols de Catalunya: 981058521582306706
- Gemeinsame Normdatei: 124635717
- International Standard Name Identifier: 0000 0001 1069 8383
- Library of Congress Control Number: n81038957
- Nationale Bibliotheek van Tsjechië: jo2016935337
- Nationale Bibliotheek van Israël: 987007274191305171
- Nederlandse Thesaurus van Auteursnamen: 068425236
- Système universitaire de documentation: 028506251
- Virtual International Authority File: 71406518
- WorldCat: E39PBJh8VRkBBtGHVF9PrQMVmd